# Schweizerischer Landhockey Verband
De Schweizerischer Landhockey Verband (SLV) is de nationale hockeybond van Zwitserland. De bond werd op 7 december 1919 opgericht en was één van stichtende leden van FIH.
De bond is daarnaast aangesloten bij de EHF. De SLV is verantwoordelijk voor alle veld- en zaalhockey activiteiten in Zwitserland en rondom de nationale ploegen. Er zijn 22 aangesloten clubs ingeschreven. De SLV is gezeteld in Ittigen en de bondspresident is Schurter Bruno. De voertalen bij de bond zijn Duits en Frans.

## Nationale ploegen
- Zwitserse hockeyploeg (mannen)
- Zwitserse hockeyploeg (vrouwen)